# بنتشاتينترا (فلم)
بنتشاتينترا هو فلم رومنسي هندي بلغة الكانادا من إخراج يوكاراج بهات وبطولة فيهان جودا واكشارا جودا، صدر سنة 2019 .

## القصة
رانجابا، البالغ من العمر ستين عامًا، هو تاجر عقارات باع عددًا من متاجره. كارثيك البالغ من العمر 24 عامًا يتيم، ويعتني مع أصدقائه الثلاثة بالمرآب الذي تملكه ابايا بوند، وهي عجوز كبيرة متحمسة لسباقات السيارات.
 بينما تخوض رانجابا معركة قانونية مع آبايا، تقع ابنته، الأقل إزعاجًا، في حب كارثيك. هل ستوافق رانجابا على هذه العلاقة؟ هل سيكتشف رانجابا وأبايا طريقة لحل نزاعهما؟
يقال إن الفيلم يستهدف الشباب والمراهقين الهنود ويضم الفلم سباق رالي للسيارات الذي تم تصويره بين بنغالور و ميسور.
 تم إصدار إعلان تشويقي للفيلم في 15 أكتوبر 2018 وتلقى مراجعات مختلطة، حصل الفيلم على مراجعات متباينة وحصل على نسبة متوسطة.

## روابط خارجية
- مقالات تستعمل روابط فنية بلا صلة مع ويكي بيانات